# قناطر وجسور بغداد في العهد العباسي

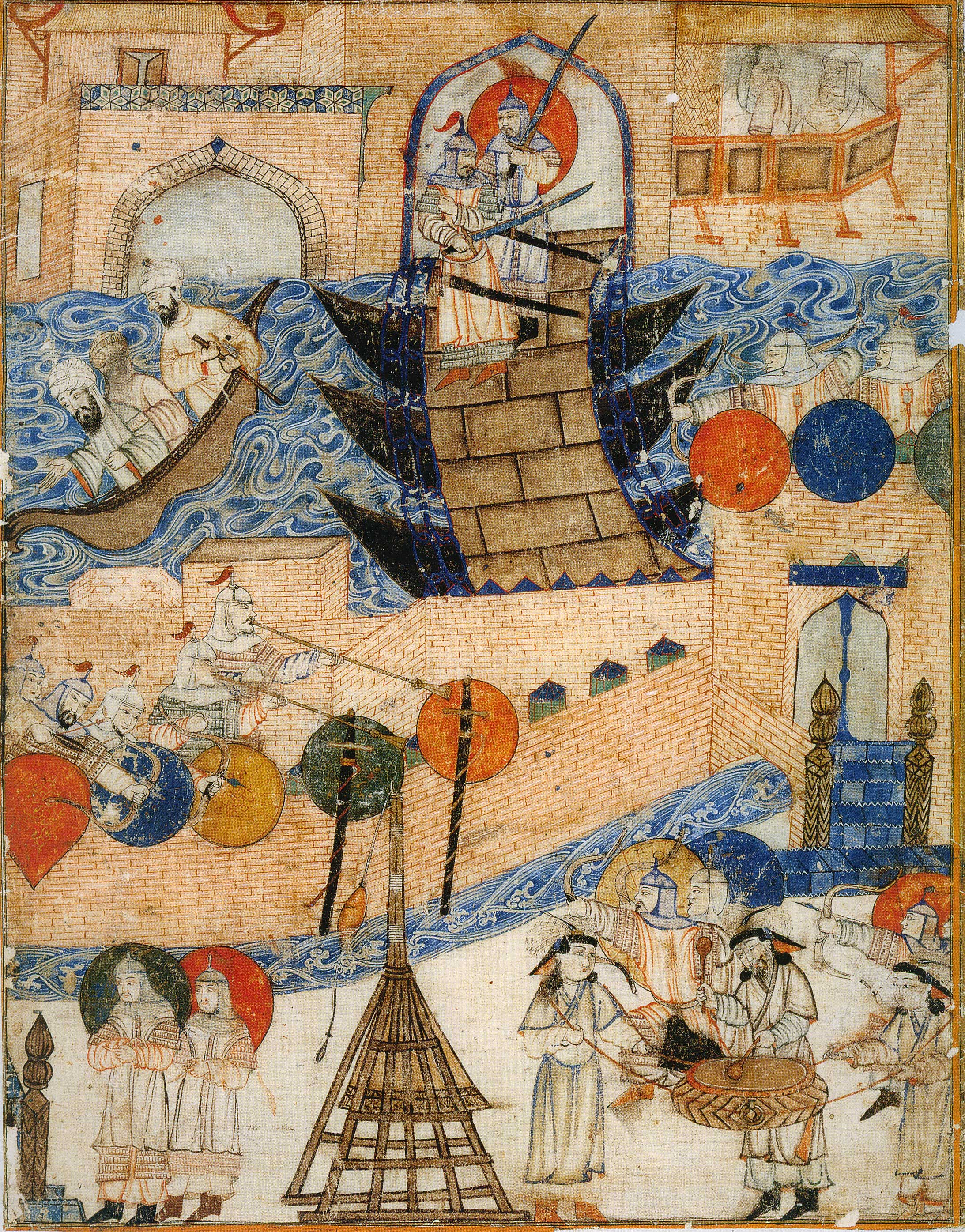
صورة من كتاب جامع التواريخ لرشيد الدين فضل الله الهمذاني تظهر أحد جسور بغداد في العهد العباسي اثناء احتلال المغول لبغداد 1258

قناطر وجسور بغداد في العهد العباسي القنطرة:جمعها قنطرات وقناطر، هي جسر متقوس مبني فوق النهر يعبر عليه. وعندما شيدت دار السلام عام (145ه‍/762م) من قبل الخليفة العباسي أبو جعفر المنصور ونزلها عام 146ه‍، كانت فيها عدة أنهار تجري بين المحال والدور والقصور، لتستعمل للشرب والسقي، وعند جريانها في تلك الأماكن كان الناس بحاجة إلى وسائل لعبور تلك الأنهر، فعقدت عليها الجسور وشيدت القناطر لتسهيل عبور الناس والدواب ونقل البضائع من ضفة إلى أخرى، وكان عند كل قنطرة سوق تعرف به.

## قناطر نهر عيسى
وأكثر هذه الأنهار كانت تأخذ ماؤها من نهر عيسى، وأسم عيسى نسبة إلى عيسى بن علي بن عبد الله بن العباس، عَمُّ الخليفة أبو جعفر المنصور، حيث أعاد حفره وكريِّه.وكان عند قنطرة دمما فاذا انتهى إلى المحول تفرعت منه الأنهار، وشيدت عليها القناطر. 
ونهر عيسى يأخذ ماؤه من الفرات ومن هذه القناطر:
- قنطرة الياسرية نسبة إلى قرية الياسرية التي يمر فيها.
- قنطرة الرومية
- قنطرة الزياتين نسبة إلى باعة الزيت.
- قنطرة الاشنان نسبة إلى باعة الاشنان.
- قنطرة الشوك موضع باعة الشوك، وتقع على نهر الرفيل الذي يأخذ مياهه من نهر عيسى.
- قنطرة الرمان موضع باعة الرمان.
- قنطرة المغيض عند الارحاء.
- قنطرة الارحاء
- قنطرة البستان وتسمى قنطرة المحدثين
- قنطرة المعبدي.[3]
- قنطرة بني زريق وتقع على نهر الرفيل من محال بغداد القديمة.[4]
- قنطرة السماكين.[5]
- قنطرة بنفشا.[6]

ثم يكمل جريانه حتى يصب في نهر دجلة أسفل قصر عيسى.

## قناطر نهر الصراة
ونهر الصراة يأخذ مياهه من نهر عيسى فوق المحول، وعند دخوله دار السلام يمر بالقناطر التالية:
- قنطرة العباس
- قنطرة الصينيات
- قنطرة رحى البطريق وهي قنطرة الزبد.
- القنطرة العتيقة
- القنطرة الجديدة

ثم يكمل جريانه ليصب في دجلة.

## قناطر نهر خندق طاهر
وسمي نهر خندق طاهر نسبة إلى طاهر بن الحسين، أوله أسفل من فوهة نهر الصراة بفرسخ يدور حول سور المدينة مما يلي الحربية إلى ان يصل باب الأنبار، وكان يأخذ ماؤه من نهر كرخايا، يمكن عبور نهر الخندق بواسطة هذه القناطر وهي:
- قنطرة باب الأنبار
- قنطرة باب الحديد
- قنطرة باب حرب
- قنطرة باب قطربل أو قنطرة رحا ام جعفر.[8]
- قنطرة باب البصرة.[9]
- قنطرة ربع القطيعة.[10]

ثم يمر في وسط قطيعة أم جعفر حتى يصل إلى نهر دجلة ويصب فيه.

## قناطر نهر كرخايا
يذكر ياقوت الحموي في كتابه معجم البلدان، ان نهر كرخايا يحمل مياهه من نهر عيسى، وتتفرع من كرخايا أنهار تدخل بغداد في موضع يقال له باب أبي قبيصة ويمر على عدة قناطر وهي:
- قنطرة اليهود وسماها الخطيب البغدادي قنطرة قطيعة اليهود.[11]
- قنطرة درب الحجارة
- قنطرة البيمارستان.[12]
- قنطرة أبي الجوز.[13]
- قنطرة أبي الجون قرب قرية شرفانية.[14]

اما ابن الجوزي في كتابه مناقب بغداد فيروي بان نهر كرخايا يحمل مياهه من نهر الصراة، أوله تحت المحول ويتفرع منه نهر آخر في ربض ممتد، حتى ينتهي إلى سويقة أبي الورد، ثم يمر في بركة زلزل فيدور فيها ثم يمضي إلى باب طاق الحراني ثم يصب في نهر الصراة أسفل القنطرة الجديدة.
والأنهار التي كانت تتخرق المحال كثيرة وقد بقي من الأسماء نهر البزازين، و نهر طابق، و نهر الدجاج، ونهر القلائين. وقد كان نهر بطاطيا يأتي من نهر الدجيل.

## قناطر نهر موسى
وكان في الجانب الشرقي نهر موسى يأخذ مائه من نهر بين إلى ان يصل إلى قصر المعتضد بالله المسمى قصر الثريا ثم يخرج إلى موضع يقال له مقسم الماء، فينقسم إلى ثلاثة أنهار فيدخل أحدها إلى بستان الزاهر فيسقيه، ويمضي الثاني إلى باب بيبرز فيدخل البلد ويسمى نهر المعلى الذي يمر بين الدور إلى سوق الثلاثاء، ثم يدخل قصر الخلافة المسمى قصر الفردوس فيدور ويصب في دجلة، اما النهر الثالث فيدخل القصر الحسني ويصب في دجلة. ويمر نهر موسى إلى قنطرة واحدة وهي:
- قنطرة الأنصار.[15]

## قناطر نهر الفضل
ونهر الفضل يخرج من نهر الخالص، وينتهي إلى باب الشماسية،فيأخذ منه نهر يقال له نهر المهدي فيدخل شارع المهدي وعليه قنطرة واحدة هي:
- قنطرة البردان وبعدها يدخل محلة دار الروم ثم يجيء إلى الرصافة ويمر بالجامع.

## قناطر عيساباذ
ورد في معجم البلدان عن عيساباذ هي محلة بشرقي بغداد منسوبة إلى عيسى بن المهدي، وكانت إقطاعاً له، وأمه وأم هارون الرشيد والهادي هي الخيزران فهو أخوهما لأمهما وأبيهما بانه كان فيها عدة قناطر، وصادف ان مر الرشيد وجعفر بن الهادي راكبين فبلغا قنطرة من قناطر عيساباذ، فالتفت أبو عصمة الشرطي إلى هارون فقال له:مكانك حتى يجوز ولي العهد، فقال هارون:السمع والطاعة للأمير فوقف حتى جاز جعفر.

## الجسور
أول من عقد الجسر ببغداد المنصور عندما بنى قصر الخلد سنة تسع وخمسين ومائة للهجرة، وقد عقد الجسر عند باب الشعير، وروي ان عقد ثلاثة جسور أحدها للنساء، ثم عقد لنفسه وحاشيته وحشمه جسرين عند باب البستان، وعقد الخليفة العباسي الخامس هارون الرشيد عند باب الشماسية جسرين، فلما قتل الخليفة الأمين عطلت هذه الجسور وبقي منها ثلاثة، ثم عطل واحد. وروي ان (أبا) علي بن شاذان قال: ادركت ببغداد ثلاثة جسور احدها يحاذي سوق الثلاثاء وآخر عند باب الطاق والثالث عند الدار العزية، وقيل ان الذي كان عند الدار العزية نقل إلى باب الطاق فصار هناك جسران، يمضي الناس على أحدهما ويرجعون على الآخر، ثم لم يبق غير جسر واحد عقد عند مشرعة الروايا في الجانب الغربي. ولم ير في زمان الخليفة المسترشد ومن بعده من الخلفاء غير جسر واحد كان عند نهر عيسى، ثم نقل إلى باب القرية، ثم عملت المرأة الملقبة بالسيدة بنفشة جسراً جديداً مستأنف السفن والسلاسل جعلته مكان هذا الجسر العتيق، بينه وبين باب الغربة (هو باب شارع المستنصر الحالي الشمالي)، ورد ذلك إلى مكانه من نهر عيسى وذلك زمن الخليفة المستضيء بأمر الله فصار للناس جسران. وهناك جسر أبي الدن ذكره الخطيب البغدادي في معرض حديثه عن أبي حامد الإسفرايني وذكر وفاته ودفنه في داره ببغداد، ثم نقل جثمانه إلى باب حرب فقال: وصليت على جنازته في الصحراء وراء جسر أبي الدن.